# Webstrijd
Webstrijd was een interactieve quiz op Net5, die vanaf 2 oktober 2000 elke dag tussen 20:00 en 20:30 op tv werd uitgezonden. De quiz stond onder leiding van Haye van der Heyden.

## Opzet
Het programma was zeer baanbrekend voor zijn tijd, omdat het als een van de eerste televisieprogramma's gebruik maakte van de mogelijkheden van internet. In de studio was slechts één kandidaat aanwezig die het op moest nemen tegen drie thuiskandidaten. Zij waren met hun webcam live verbonden met de studio. Deze thuiskandidaten waren de winnaars van een voorronde die alleen op internet werd gespeeld. Het doel van de studiokandidaat was om de drie thuiskandidaten uit het spel te elimineren door multiplechoicevragen goed te beantwoorden. Als de studiokandidaat erin slaagde om de finale te bereiken, kon hij spelen om de Jackpot, een pot van al het geld dat de thuiskandidaten hadden verloren in de eerste rondes.